# Bogus Skill «Fruitmaster»
Невдале вміння «знавець фруктів» (яп. 外れスキル《木の実マスター》　〜スキルの実(食べたら死ぬ)を無限に食べられるようになった件について〜, Hazure Sukiru "Kinomi Master": Sukiru no Mi (Tabetara Shinu) o Mugen ni Taberareru Yō ni Natta Ken ni Tsuite) — веб-новела написана Ханью. Вона почала публікацію онлайн у травні 2020 року на платформі Shōsetsuka ni Narō. Манґа з ілюстраціями Ейра Мацуокото публікується онлайн через сервіс манґи Suiyōbi no Sirius від Коданші з липня 2021 року і була зібрана в шість томів танкобонів. Ранобе з ілюстраціями Ясутаки Ісекави почала публікацію під маркою Kodansha Ranobe Books у травні 2022 року. Аніме-адаптація вироблена Asahi Production, виходила в ефір з січня по борезня 2025 року.

## Персонажі
Лайт (яп. ライト, Raito)
Сейю: Такума Нагацука
Молодий чоловік, який мріє стати авантюристом. Його навичка «знавець фруктів» дозволяє вирощувати фрукти, прирікаючи його на життя фермера, поки він не виявляє, що ця навичка також робить його єдиною людиною в світі, яка може їсти кілька Фруктів Навичок без шкоди для життя, що дозволяє йому отримувати скільки завгодно навичок.
Лена (яп. レーナ, Rēna)
Сейю: Lynn
Дитяча подруга Лайта. Вона отримує рідкісну навичку «Святий меч» і швидко стає відомою авантюристкою.
Айла (яп. アイラ, Aira)
Сейю: Харуна Мікава
Молода дівчина, яка живе з Лайтом на його фермі. Її навичка «Оцінка» дозволяє їй бачити навички інших людей і статистику монстрів.
Моніка (яп. モニカ, Monika)
Сейю: Хана Тамегай
Молода ковалька. Її вміння «Суперковальня» дозволяє їй маніпулювати властивостями металу.
Дратена (яп. ドラテナ, Doratena)
Сейю: Акіра Секіне
Дівчина з навичкою «Некромантія», яка дозволяє їй оживляти і контролювати мертвих.
Свята (яп. 聖女, Seijo)
Сейю: Охара Саяка
Свята в церкві, де роздаються Фрукти Навичок. Вона має навичку «Оцінка», як і Айла.
Ханабоші (яп. 花帽子)
Сейю: Ай Какума
Торагі (яп. 虎髭)
Сейю: Кацухіса Хокі
Хакаморі (яп. 墓守)
Сейю: Коясу Такехіто

## Медіа

### Веб-новела
Написана Ханью, веб-новела Bogus Skill «Fruitmaster» почала публікацію на вебсайті Shōsetsuka ni Narō 23 травня 2020 року.

### Манґа
Манґа-адаптація з ілюстраціями Ейра Мацуокото почала публікацію на манґа-сайті Suiyōbi no Sirius, що базується на Nico Nico Seiga від Коданші, 6 липня 2021 року. Перший том танкобону був випущений 9 листопада 2021 року. Станом на червень 2024 року розділи манги зібрано в шість томів танкобонів. Серія опублікована англійською мовою в додатку Kodansha K Manga.
| № | Дата виходу       | ISBN                   |
| - | ----------------- | ---------------------- |
| 1 | 9 листопада, 2021 | ISBN 978-4-06-525960-3 |
| 2 | 9 лютого, 2022    | ISBN 978-4-06-527089-9 |
| 3 | 9 червня, 2022    | ISBN 978-4-06-528364-6 |
| 4 | 9 листопада, 2022 | ISBN 978-4-06-529832-9 |
| 5 | 7 липня, 2023     | ISBN 978-4-06-531303-9 |
| 6 | 7 червня, 2024    | ISBN 978-4-06-535075-1 |

### Ранобе
Ранобе з ілюстраціями Ясутаки Ісекави почала публікацію під маркою Kodansha Ranobe Books у травні 2022 року.
| № | Дата виходу    | ISBN                   |
| - | -------------- | ---------------------- |
| 1 | 2 травня, 2022 | ISBN 978-4-06-528057-7 |

### Аніме
Аніме-адаптацію було анонсовано 7 червня 2024 року. Вона вироблена студією Asahi Production та зрежисована Рюїчі Кімурою, сценарії для серіалу писав Ґіґемон Ітікава, дизайн персонажів створив Ріса Міядані та Ясука Отакі, а музику писав Селін. Прем'єра серіалу відбулася 7 січня 2025 року на Tokyo MX та інших мережах. Початковою темою є «Bravely Dance» (яп. ブレイブリーダンス, Bureiburī Dansu)  у виконанні VTubers Yukihana Lamy та Pepechi, а завершальною темою є «Sonna Bokura no Bōkentan!» (яп. そんな僕らの冒険譚!, Such Is Our Adventure Saga!)  у виконанні TrySail. Crunchyroll транслює серіал.

#### Список серій
| № серії | Назва серії                                                                        | Режисер(и)                       | Сценарист(и)      | Storyboarded by          | Оригінальна дата показу |
| --- | ---------------------------------------------------------------------------------- | -------------------------------- | ----------------- | ------------------------ | ----------------------- |
| 1 | «Єдиний інгредієнт» Транслітерація: «Yuītsu no Sozai» (яп. 唯一の素材)             | Рюічі Кімура                     | Ґіґемон Ітікава   | Рюічі Кімура             | 7 січня 2025            |
| Лайт живе у світі де навички отримують через Фрукти Навичок, але з'їсти більше одного смертельно небезпечно. Він мріє про бойову навичку, але поки його подруга Лена отримує «Святий меч», йому дістається лише «Знавець фруктів» що покращує вирощування. Лена хоче створити ферму, та через рідкісність її навички Свята змушує її стати авантюристкою. Вона швидко досягає рангу S, а Лайт неохоче вирощує фрукти для церкви. Сирота Айла додає фрукт у рагу і Лайт несподівано виживає, отримуючи «Меч Бога». Свята отримує божественне одкровення про велике зло. Айла дізнається що «Знавець фруктів» робить Лайта несприйнятливим до отрути. Натхненний Лайт стає авантюристом. Джин, інший авантюрист, намагається його принизити, але Лайт майстерно захищається. Згодом група Джина зустрічає огра і хоче використати Лайта як приманку, але той убиває монстра. В гільдії з'являється Лена, але стверджує що вона не Лена. |                                                                                    |                                  |                   |                          |                         |
| 2 | «Неповне світло» Транслітерація: «Mikan no Kagayaki» (яп. 未完の輝き)              | Томіо Ямаучі                     | Томоко Шінозука   | Рюічі Кімура             | 14 січня 2025           |
| Лена таємно зустрічається з Лайтом, щоб її не помітив лідер групи Гроуз. Лайт пояснює про другу навичку. Лена розповідає, що Свята змусила її приєднатися до Священної групи, а Гроуз — бандит якого церква прикриває. Лайт вимагає щоб Гроуз відпустив Лену, але той жорстоко б'є її, змушуючи підкоритися. Лайт відкрито викликає Гроуза на дуель. Айла визначає, що навичка Гроуза — «Швидкість Бога», яка дає миттєвий рух. Гроуз ламає меч Лайта, але той продовжує бій із мітлою. Усвідомивши що програє, намагаючись зрівнятися у швидкості, Лайт повністю покладається на «Меч Бога». Коли Гроуз намагається відрубати йому голову, Лайт просто ставить мітлу на місце, змушуючи Гроуза врізатися в неї й знепритомніти. Лена приєднується до Лайтової групи і Свята мститься, даючи їм лише низькооплачувані завдання для простолюдинів. Лена виконує всі, через що їхня група стає популярною серед містян. Лайт називає групу «Люксерія». Свята знову мститься, доручаючи їм смертельне завдання рангу S. |                                                                                    |                                  |                   |                          |                         |
| 3 | «The Magic Castle of Spirits» Транслітерація: «Shiryō no Yōjo» (яп. 死霊の妖城)    | Макі Камія                       | Сейічіро Мочізукі | Такехіро Накаяма         | 21 січня 2025           |
| Лайт, Лена й Айла досліджують замок загиблого авантюриста графа Монтеса, де зникли 18 людей. Лена підозрює, що завдання небезпечніше ніж здається. Вони знаходять сотні мертвих авантюристів які стали зомбі. Лайт вагається, але Лена переконує його що знищення допоможе їм спочити. Лайт вражений майстерністю Лени у «Святому мечі», тоді як сам ще вчиться «Меча Бога». Вони пробираються глибше де таємнича жінка чекає, щоб убити «Знавця фруктів». Айла визначає, що зомбі підкоряються могутньому некроманту. У бальній залі вони зустрічають Дратену, яка керує тілами й духами. Вона каже що Лайта замовили вбити. Лена відволікається на своїх неживих друзів, а Лайт захищає Айлу. Лена виганяє духів і вони дякують їй перед відходом. Айла залазить на спину Лайту, щоб він міг її захистити. Тим часом Свята бачить у видінні тінь, що закриває місяць і вважає це доброю ознакою для своїх планів. |                                                                                    |                                  |                   |                          |                         |
| 4 | «Табуйовані навички» Транслітерація: «Kinki no Sukiru» (яп. 禁忌の能力)            | Йошіхіде Куріяма і Харуме Косака | Ґіґемон Ітікава   | Наокі Мацуура            | 28 січня 2025           |
| Айла розуміє, що Дратена контролює неживого графа Монтеса та його слугу — Жнеця Душ, який створює нежить. Дратена розповідає про Табу-навички, власників яких суспільство відкидає. Заклик Монтеса вважався Табу, тому його монстрів боялися, а наймані вбивці ставали нежиттю. Лайт усвідомлює, що «Знавець фруктів» теж може бути Табу. Лена знищує Жнеця Душ, а Лайт виганяє Монтеса, але перед зникненням Дратена змушує його викликати Лихого Дракона. Вона втрачає контроль і її рятує чоловік у масці. Айла дає Лайту чотири нові навички: «Стійкість до комах», «Зачарування котів», «Посилення міцності зброї» та «Сонний пил феї». Без мечів Лайт використовує останню, приспавши навіть дракона. Особняк руйнується, ховаючи чудовисько. Виконавши завдання, вони повертаються і Лайт непритомніє. Свята, яка виявляється господаркою Дратени — Чорною Лебідкою, починає вбачати в Лайті нову цінність. |                                                                                    |                                  |                   |                          |                         |
| 5 | «Бурхлива словесна битва» Транслітерація: «Haran no Zessen» (яп. 波乱の舌戦)       | Аой Морі                         | Сейічіро Мочізукі | Аой Морі                 | 4 лютого 2025           |
| Лайта змушують відпочивати, а Лена веде Айлу на закупи. Айла за допомогою «Оцінки» знаходить у шахрая діамант і Лена купує його для неї, роблячи намисто. Лайт невдоволений, що його тримають у ліжку, але за ним стежить «Сонний пил феї». Лена звітує перед радою гільдії, де головують Капелюх з Квітів (Розслідування), Тигрова Борода (Охорона), Хранитель Могил (Фінанси) та Свята (Інспекція). Лена помічає, що Свята ухиляється від питань про Дратену. Вона пропонує луску дракона для відстеження в обмін на інформацію. Капелюх з Квітів підтверджує, що Дратена отримала некромантію на церемонії під наглядом Святої. Та запевняє, що дарувала навички 10 000 дітям і не пам'ятає Дратену. Потім вона розпускає «Люксерію», посилаючись на скаргу Гроуза. Лайт тікає від «Сонного пилу феї» і з'являється, тож Свята скасовує розпуск, але змушує їх убити монстра рангу S за напад на Гроуза. Айла дивується, що Свята не піддається «Оцінці». Лайт дізнається, що за зламані мечі гільдії винен 5000 золотих і вирішує замовити новий у коваля. Поки його кують, Лена вирушає розслідувати Дратену. |                                                                                    |                                  |                   |                          |                         |
| 6 | «Легендарний коваль» Транслітерація: «Dentō no Kaji-shi» (яп. 伝統の鍛冶師)        | Масато Сузукі                    | Томоко Шінозука   | Масато Сузукі            | 11 лютого 2025          |
| Лайт дізнається про легендарного коваля Болста. Він рятує Моніку від бандитів і вона зізнається, що є Монікою Болст. Її навичка «Суперкований» дозволяє надавати металу будь-які властивості. Вона дякує Лайту, викувавши ножиці для збору фруктів, але відмовляється робити меч і відправляє його до свого батька Івала. Через відсутність допомоги доньки він має шестимісячну чергу. Учень Івала, Кейн, розповідає, що бабусю Моніки вбили мечем, який вона викувала, тому вона більше не створює зброю. Торговці зброєю Замдо й Даг змушують Івала працювати на них, погрожуючи катувати Моніку. Івал просить Лайта не розповідати їй. Свята наказує Замдо кувати ще більше зброї з невідомою метою та викрасти Лайта. Даг викрадає Моніку, вимагаючи щоб Лайт здався. Однак Лайт легко рятує її, приспавши всіх «Сонним пилом феї». Свята починає вважати Лайта легендарним A Priori. |                                                                                    |                                  |                   |                          |                         |
| 7 | «The Thundering Beast» Транслітерація: «Raimei no Kemono» (яп. 雷鳴の獣)           | Томіо Ямаучі                     | Ґіґемон Ітікава   | Томіо Ямаучі             | 18 лютого 2025          |
| Івал розриває всі контракти із «Чорною пташкою» Замдо. Лайт і Айла залишаються в його крамниці на ніч. Моніка сумнівається чи справді мечі — зло, адже Лайт використовує їх для добра. Замдо вирішує сам схопити Лайта. Вранці Лайт розповідає Моніці про свої навички. Замдо нападає на крамницю Івала й викликає Лайта на дуель. Його «Громовий заряд» нейтралізує «Сонний пил феї» й створює щит, який не може прорізати навіть «Меч Бога». Моніка помічає, що він використовує залізні кулі для керування блискавками, тому кидає Лайту магнітну пательню яка їх притягує. Проте це спрацьовує лише раз, а позичений меч Лайта починає ламатися. Не витримавши почуття провини, Моніка тікає з Айлою. Тим часом Лена прибуває в Західні гори якраз на фестиваль фей Афіни. Замдо створює меч і магічного звіра з блискавки, легко перемагає Лайта й валить його на землю. Моніка розповідає Айлі, що планує врятувати Івала й викувати Лайту меч. |                                                                                    |                                  |                   |                          |                         |
| 8 | «Непохитне полум'я факела» Транслітерація: «Fukutsu no Tomoshibi» (яп. 不屈の灯火) | Макі Камія                       | Сейічіро Мочізукі | Наокі Мацуура            | 25 лютого 2025          |
| Моніка відволікає вартових, поки Айла перерізає кайдани Івала новими ножицями Лайта. Разом вони кують йому меч за кілька хвилин. Моніка кидає Лайту меч, а Айла — плід навички, але його перехоплює Замдо. Не знаючи про «Знавця фруктів», він змушує Лайта з'їсти його, очікуючи смерті, але Лайт отримує навичку «Полум'я факела» — здатність запалювати все, до чого торкається. Ігноруючи накази Святої, Замдо вирішує вбити Лайта. Лайт запалює свій меч, прорізає блискавку й знешкоджує Замдо. Меч руйнується, але Моніка обіцяє створити кращий. Прибуває Тигрова Борода з міською вартою й арештовує Замдо та його людей. Лайт непритомніє, але вражає Тигрову Бороду. Айла отримує листа від Лени, яка досягла Афіни, але її розслідування Дратени затягується. Всі святкують падіння «Чорної пташки». Івал радий, що Моніка повернулася до роботи з ним. Свята розлючена через провал Замдо. |                                                                                    |                                  |                   |                          |                         |
| 9 | «Возз’єднання біля озера» Транслітерація: «Kohan no Saikai» (яп. 湖畔の再会)       | Харуме Косака                    | Томоко Шінозука   | Такехіро Накаяма         | 4 березня 2025          |
| Лена прибуває в Афіну під час фестивалю «Танець Фей». Вона дізнається, що Дратена — дочка родини Белбері, яку зреклися після отримання навички некромантії. Квітковий Капелюх розслідує її справу, й Лена приєднується. За хабар інформант розповідає, що Дратена живе в Театральному районі, але вимагає більше грошей, тож охоронець Юань залякує його. Лена протестує проти насильства, але Квітковий Капелюх змушує її мовчати. Тим часом Дратена готується до танцю. Юань пояснює, що колись Король Фей захищав Афіну за допомогою Каменя Фей, а танець жінок під час фестивалю заспокоює його дух. Цього року танцюватиме Дратена, тож Квітковий Капелюх і Лена проникають у театр. Почувши, як інші танцівниці знущаються з Дратени, Лена співчуває її минулому. Квітковий Капелюх заарештовує Дратену, але та благає відкласти це на два дні, щоб встигнути виступити. Лена допомагає їй втекти. Тим часом артист фестивалю розповідає, що слуга Короля Фей спить у Камені Фей, охороняючи Афіну, поки його не турбують. Квітковий Капелюх відчуває від каменя велике зло й розуміє, що може потребувати допомоги Лени та Дратени. |                                                                                    |                                  |                   |                          |                         |
| 10 | «Хвилі безумства» Транслітерація: «Kyōsō no Hamon» (яп. 狂騒の波紋)                | Аой Морі                         | Томоко Шінозука   | Аой Морі                 | 11 березня 2025         |
| Лена хоче краще зрозуміти Дратену. Батьки тримають дітей подалі від неї, але вона вже звикла до такого ставлення. Коли на місто нападають монстри, люди вражені тим, що Дратена бореться за їхній захист. Лена рятує маленького незнайомого монстра. Вони зустрічають Квіткового Капелюха та Юаня, які евакуюють людей до собору. Квітковий Капелюх показує чорну міазму навколо Каменя Фей і розуміє, що його сила обернулася: тепер він не відштовхує монстрів, а приваблює їх. Вона хоче знищити Камінь, але Дратена протестує, бо без нього Афіна більше не потребуватиме танцівниць. Артист фестивалю виявляється Аргосом, учнем, якому доручено знищити людей і повернути землю, на якій стоїть Афіна. Квітковий Капелюх каже, що як Глава Розслідувань має доступ до 48 заборонених гримуарів королівства й використовує їх, щоб відволікти Аргоса, поки Лена вирішує сама знищити Камінь Фей. Однак Аргос уже використав його силу, щоб викликати нового Дракона Пітьми — Водяного Бога Початку. Попри страх Лена й Дратена вирішують об'єднатися, щоб перемогти його. |                                                                                    |                                  |                   |                          |                         |
| 11 | «Благословення фей» Транслітерація: «Yōsei no Shukufuku» (яп. 妖精の祝福)          | Масато Сузукі                    | Сейічіро Мочізукі | Масато Сузукі            | 18 березня 2025         |
| Дратена використовує тіла монстрів, щоб затримати дракона. Лена майже відрубує йому голову, але Аргос зливається з його черепом. Квітковий Капелюх розуміє, що в Аргоса є навичка одержимості, тож дракона не можна вбити, доки не переможуть Аргоса. Він атакує Квітковий Капелюх, змушуючи Юаня втекти разом із нею. Лена не здається, і незнайомий монстр огортає її золотим світлом. У цьому світлі вона бачить спогади з давньої битви, армію жінок-воїнів і обіцянку захищати Афіну. Лена виходить зі світла з крилами – вона отримала Благословення фей від Короля фей. В іншому місці Свята бачить у видінні дві зірки. Аргос у відчаї атакує собор, намагаючись знищити жителів. Лена очищає дракона й міазму. Підозрюючи, що Свята зрадила його, щоб Лена могла його вбити, Аргос клянеться в помсті й телепортується. Благословення зникає, але Лена впевнена, що їй допоміг незнайомий монстр. Вона дякує Дратені за порятунок Афіни. Моніка незадоволена прогресом у створенні меча для Лайта. Івал радить, що для ідеального меча вона має дізнатися про Лайта все, навіть якщо доведеться піти з ним. |                                                                                    |                                  |                   |                          |                         |
| 12 | «Вечірня зірка» Транслітерація: «Yoi no Myōjō» (яп. 宵の明星)                      | Томіо Ямаучі                     | Ґіґемон Ітікава   | Аой Морі і Наокі Мацуура | 25 березня 2025         |
| Квітковий Капелюх знаходить давній талісман Зелема, який упустив Аргос. Фрагмент Короля фей Обеля розкриває, що єдиноріг, запечатаний у Камені фей, — це Сірондорос, який допоміг Обелю перемогти демонів тисячу років тому. Після цього Сірондорос добровільно дозволив запечатати себе в камені, щоб його магія відновила спустошені землі. Тепер він готовий померти, і Лена з Дратеною виконують Танок фей, щоб попрощатися. Обель пояснює, що спогади Сірондороса передалися його дитині, Сирону, незнайомому монстру, і просить Лену показати йому світ. Без Каменя фей Свята постачає охоронцям Афіни нову зброю. Квітковий Капелюх підозрює її, бо зброя мала бути відправлена ще до атаки Аргоса. Вона розкриває, що навичка Святої — не Оцінювання, а Прозорливість, здатність бачити майбутнє. Вона впевнена, що Свята намагається змінити майбутнє заради якоїсь темної мети, і вирішує взяти Лену та Дратену до Святого Міста для розслідування. Лена погоджується, побоюючись, що Свята загрожує Лайту. Дратена теж погоджується, але лише щоб дізнатися, чи справді Свята лише використовувала її. За допомогою Квіткового Капелюха Лена зв'язується з Лайтом, щоб повідомити, що ще довго не повернеться. Свята радіє, що все в Афіні сталося за її планом, і тепер зосереджується на тому, щоб позбутися Лайта, перш ніж він зруйнує її задум щодо знищення долі. Моніка представляє новий меч для Лайта — Хомуру, але вирішує створити ще кращий, супроводжуючи його в подорожах і спостерігаючи за його боями. |                                                                                    |                                  |                   |                          |                         |